# Tour du Doubs 2005
Il Tour du Doubs 2005, ventesima edizione della corsa e valida come evento dell'UCI Europe Tour 2005 categoria 1.1, si svolse il 3 luglio 2005 su un percorso totale di 194 km. Fu vinto dall'irlandese Philip Deignan che terminò la gara in 4h24'37", alla media di 43,988 km/h.

## Ordine d'arrivo (Top 10)
| Pos. | Corridore           | Squadra         | Tempo    |
| ---- | ------------------- | --------------- | -------- |
| 1    | Philip Deignan      | AG2R Prév.      | 4h24'37" |
| 2    | Yann Pivois         | Bretagne        | a 1'34"  |
| 3    | Mark Scanlon        | AG2R Prév.      | a 1'36"  |
| 4    | Christophe Thebault | Bretagne        | a 4'06"  |
| 5    | Nicolas Inaudi      | Cofidis         | a 5'17"  |
| 6    | Jérémy Roy          | F. des Jeux     | s.t.     |
| 7    | Stéphane Petilleau  | Bretagne        | a 7'14"  |
| 8    | Bert De Waele       | Landbouwkrediet | s.t.     |
| 9    | Benoît Salmon       | Agritubel       | s.t.     |
| 10   | Pierre Drancourt    | Bouygues Tél.   | a 7'27"  |